# Бэннистер, Реджи
Реджи Бэннистер (англ. Reggie Bannister; род. 29 сентября 1945, Лонг-Бич, Калифорния, США) — американский актёр и музыкант, получивший известность благодаря роли Реджи в культовой серии фантастических фильмов ужасов Дона Коскарелли «Фантазм» (с 1979 по 2016).

## Биография
Прежде чем начать актёрскую карьеру, Реджи Бэннистер играл в музыкальной группе The Greenwood County Singers в 1960-х годах. После гастролей по США был призван в армию, участвовал в войне во Вьетнаме.
В 1970-х годах он познакомился с режиссёром Доном Коскарелли и дебютировал как актёр в его короткометражном фильме «Jim the World's Greatest». С этого началось их многолетнее сотрудничество: снявшись в роли мороженщика Реджи в фильме ужасов «Фантазм» в 1979 году актёр стал узнаваемой личностью в этом жанре и появлялся как в сиквелах «Фантазма», так и в других проектах жанра хоррор в 1990-х и 2000-х. Во многом персонаж Реджи помимо имени был также основан на личности самого актёра, а роль была написана Коскарелли специально для Бэннистера.

## Фильмография
| Год  |   | Русское название              | Оригинальное название          | Роль                           |
| ---- | - | ----------------------------- | ------------------------------ | ------------------------------ |
| 1979 | ф | Фантазм                       | Phantasm                       | Реджи                          |
| 1988 | ф | Фантазм 2                     | Phantasm II                    | Реджи                          |
| 1989 | ф | Проверка на выживание         | Survival Quest                 | пилот                          |
| 1994 | ф | Фантазм 3: Повелитель мёртвых | Phantasm III: Lord of the Dead | Реджи                          |
| 1997 | ф | Исполнитель желаний           | Wishmaster                     | фармацевт из аптеки            |
| 1998 | ф | Фантазм 4: Забвение           | Phantasm IV: Oblivion          | Реджи                          |
| 2002 | ф | Бабба Хо-Теп                  | Bubba Ho-Tep                   | администратор дома престарелых |
| 2005 | ф | Давилка 3: Возрождение        | The Mangler Reborn             | Рик                            |
| 2007 | ф | Ярость                        | The Rage                       | дядя Бен                       |
| 2016 | ф | Фантазм 5: Уничтожитель       | Phantasm V: Ravager            | Реджи                          |